# Nadia Krezyman
Nadia Krezyman, född den 22 juni 2004, är en polsk fotbollsspelare.
Nadia Krezyman inledde sin seniorkarriär med spel i UKS SMS Łódź där hon tog plats i deras A-lag år 2020. 2024 värvades av Dijon FCO. Hon har även representerat det polska damlandslaget där hon debuterade år 2023.